# أرجمون شوكي
أرجمون شوكي (الاسم العلمي:Argemone echinata) هو نوع من النباتات يتبع جنس الأرجمون من الفصيلة الخشخاشية.